# أفري أكوا
إبينيزر أفري أكوا (بالإنجليزية: Afriyie Acquah)‏ (مواليد 5 يناير 1992) هو لاعب كرة قدم غاني .

## المسيرة الدولية
في 26 فبراير 2012, استدعي أكوا لقائمة منتخب غانا لمواجهة تشيلي. ولعب مباراته الدولية الأولى أمام تشيلي يوم 29 فبراير 2012 في تشيستر، بنسيلفانيا، الولايات المتحدة.
أما أولى أهدافه الدولية فكانت يوم 13 أكتوبر 2012 أمام منتخب مالاوي.

## روابط خارجية
- مقال عن أكوا في بي بي سي
- أفري أكوا على موقع الاتحاد الدولي (مؤرشف)  (الإنجليزية)
- أفري أكوا على موقع اتحاد تركيا (لاعب) (الإنجليزية)
- أفري أكوا على موقع قاعدة بيانات كرة القدم.إي يو (الإنجليزية)
- أفري أكوا على موقع ناشيونال فوتبول تيمز (الإنجليزية)
- أفري أكوا على موقع Soccerway.com (الإنجليزية)
- أفري أكوا على موقع عالم كرة القدم.نت (الإنجليزية)
- أفري أكوا على موقع AS.com (الإسبانية)